# Conde da Torre
Conde da Torre título nobiliario creado por Felipe III de Portugal a favor de Fernando Mascarenhas, muerto el 9 de agosto de 1651 en Lisboa. Hecho 1.er conde da Torre de juro y heredad por carta patente de 26 de julio de 1638.
El 2.º Conde da Torre fue João de Mascarenhas (Lisboa, 18 de julio de 1633-noviembre de 1681 en Lisboa), de juro y heredad, y 1.er marqués de Fronteira y donatario de Fronteira; mayordomo de Faro. Chambelán, heredero de la casa del conde da Torre en 1659 por muerte de su hermano, Manoel Mascarenhas, recibió los lugares (sitios) de Coculim y Verodá en la India portuguesa.
Usaron el título
1. D. Fernando Mascarenhas (* c. 1610)
2. D. João Mascarenhas, 1.º marqués de Fronteira (1633-1681)
3. D. Fernando Mascarenhas, 2.º marqués de Fronteira (1655-1729)
4. D. João Mascarenhas, 3.º marqués de Fronteira (1679-1737)
5. D. Fernando José Mascarenhas, 4.º marqués de Fronteira (1717-1765)
6. D. José Luís Mascarenhas, 5.º marqués de Fronteira (1721-1799)
7. D. João José Luís Mascarenhas Barreto (1778-1806), 6.º marqués de Fronteira y 7.º conde de Coculim; casó con Leonor Benedita Maria de Oyenhausen de Almeida (1776-1850), 5.ª marquesa de Alorna e 9.ª condesa de Assumar, uniendo así las Casas de Fronteira y Alorna.
8. D. José Trazimundo Mascarenhas Barreto (1802-1881), 7.º marqués de Fronteira, 10.º conde de Assumar y 8.º conde de Coculim.
9. D. Maria Mascarenhas Barreto (1822-1914), 6.ª marquesa de Alorna y 2.ª marquesa de Fronteira.
10. D. José Maria Mascarenhas (1856-1930), 9º marqués de Fronteira (pretendiente)
11. D. José Maria Mascarenhas (1842-1944), 10º marqués de Fronteira, 8º marqués de Alorna (pretendiente)
12. D. Fernando Mascarenhas (1910-1956), 12º conde Da Torre y 11º marqués de Fronteira (pretendiente)
13. D. Fernando José Fernandes Costa Mascarenhas (1945-2014), 12º marqués de Fronteira (pretendiente)
14. D. António Infante da Câmara Mascarenhas (1985- ), sobrino del 12 marqués (pretendiente)[2]

Nota: Después de la llegada de la República (1910), fueron suprimidos los títulos. Posteriormente se toleró su uso en la vida privada y social. Los cinco últimos condes da Torre son meramente pretendientes o poseedores oficiosos del título.